# Wozrożdienije
Wozrożdienieje (Возрождение) – pierwszy album grupy Arkona, który został wydany 20 kwietnia 2004 roku przez wytwórię muzyczną Sound Age Production.

## Lista utworów
1. "Kolada" (Коляда)– 6:56
2. "Maslenica" (Масленица) – 2:51
3. "K domu Swaroga" (К дому Сварога) – 5:21
4. "Czernyje worony" (Черные вороны) – 6:05
5. "Wozrożdienije" (Возрождение)– 4:15
6. "Ruś" (Русь)– 06:34
7. "Bratie sławianie" (Брате славяне)– 4:53
8. "Sołnceworot" (Солнцеворот)– 3:37
9. "Pod mieczami..." (Под мечами...)– 5:12
10. "Po zwierinym tropam" (По звериным тропам...)– 3:37
11. "Założnyj" (Заложный)– 4:10
12. "Zow priedkow" (Зов предков) – 5:02

## Twórcy
- Masza "Scream" Archipowa – wokal, instrumenty klawiszowe
- Aleksiej "Lesiar" Agafonov – wokal (utwory: 3, 4, 9)
- Siergej "Lazar" – gitara
- Rusłan "Kniaź" – gitara basowa
- Vład "Artist" – perkusja